# 自由党 (香港)
自由党（じゆうとう）は、企業経営者を中心に構成される香港の政党である。党首は鍾国斌。

## 沿革と概要
前身は、啓聯資源中心（Co-operative Resources Centre）である。1991年の立法局選挙で民主派が圧勝したため、危機感を抱いた立法局や行政局の非官守議員（官僚ではない非民選議員）らが、1992年に啓聯資源中心を結成し、1993年に自由党へと発展解消した。
自由放任政策や、低い課税率の維持、被雇用者に厳しい労働政策を支持している。また、構成員には企業幹部や経営者が多く、中国本土の市場や経済に強い利害関心を持つ。そのため保守的かつ香港返還前当初の親英派から政治経済情勢の変化に対応して親中的な傾向が強い政党に変わった。民主化（行政長官の直接選挙や、立法会の完全民選化）にも消極的である。
ただし、政府により非民選議員に任命された財界人が結成した政党であるため、政党組織は小さく、社会的な支持基盤がない。そのため、民選枠において議席を獲得することは難しい。現在でも職能団体からの選出枠に大きく依存している。2004年立法会選挙では10議席を獲得し、第2党となった。うち、民選枠は2議席、職能団体枠は9議席であった。民選枠における一般有権者の支持拡大にも努めているが、将来、立法会の全議席が直接選挙枠になれば、存続の危機に立つ可能性は高い。

## 行政への参画
田北俊が行政会議非官守議員であったが、基本法23条の法制化に関して政府と意見が合わないと表明し、2003年7月に辞任した。また、唐英年が一時離党の上、工商局長や財政司長を担当している。